# Nastri d'argento 1999
La 54ª edizione dei Nastri d'argento si è tenuta il 27 marzo 1999 nel Teatro 21 di Cinecittà.

## Vincitori e candidati
I vincitori sono indicati in grassetto, a seguire gli altri candidati.

### Regista del miglior film italiano
- Giuseppe Tornatore - La leggenda del pianista sull'oceano
- Gianni Amelio - Così ridevano
- Mario Martone - Teatro di guerra
- Nanni Moretti - Aprile
- Michele Placido - Del perduto amore

### Migliore regista italiano esordiente
- Luciano Ligabue - Radiofreccia
- Gabriele Muccino - Ecco fatto
- Vincenzo Salemme - L'amico del cuore
- Donatella Maiorca - Viol@
- Armando Manni - Elvjs e Merilijn

### Miglior produttore
- Medusa Film - La leggenda del pianista sull'oceano ed I giardini dell'Eden
- Fandango - Radiofreccia
- Sorpasso Film - L'odore della notte
- Lucky Red e Teatri Uniti - Teatro di guerra
- Cecchi Gori Group Tiger Cinematografica - Così ridevano

### Miglior soggetto
- Mimmo Calopresti e Heidrun Schleef - La parola amore esiste
- Mario Martone - Teatro di guerra
- Giuseppe M. Gaudino - Giro di lune tra terra e mare
- Domenico Starnone - Del perduto amore
- Francesca Archibugi - L'albero delle pere

### Migliore sceneggiatura
- Giuseppe Tornatore - La leggenda del pianista sull'oceano
- Cristina Comencini - Matrimoni
- Gianni Amelio - Così ridevano
- Mario Martone - Teatro di guerra
- Ettore Scola, Silvia Scola, Furio Scarpelli e Giacomo Scarpelli - La cena

### Migliore attrice protagonista
- Giovanna Mezzogiorno - Del perduto amore
- Stefania Rocca - Viol@
- Valeria Bruni Tedeschi - La parola amore esiste
- Valeria Golino - L'albero delle pere
- Francesca Neri - Matrimoni

### Migliore attore protagonista
- Giancarlo Giannini - La stanza dello scirocco
- Valerio Mastandrea - L'odore della notte
- Antonio Albanese - Tu ridi
- Stefano Accorsi - I piccoli maestri
- Kim Rossi Stuart - La ballata dei lavavetri

### Migliore attrice non protagonista
- Stefania Sandrelli - La cena
- Lunetta Savino - Matrimoni
- Marina Confalone - La parola amore esiste
- Lola Pagnani - Polvere di Napoli
- Cecilia Dazzi - Matrimoni

### Migliore attore non protagonista
- Antonio Catania, Riccardo Garrone, Vittorio Gassman, Giancarlo Giannini, Adalberto Maria Merli, Eros Pagni, Stefano Antonucci, Giorgio Colangeli, Giuseppe Gandini, Walter Lupo, Paolo Merloni, Carlo Molfese, Sergio Nicolai, Corrado Olmi, Mario Patanè, Pierfrancesco Poggi, Francesco Siciliano, Giorgio Tirabassi, Venantino Venantini ed Andrea Cambi - La cena
- Little Tony - L'odore della notte
- Luca Zingaretti - Tu ridi
- Silvio Orlando - Aprile
- Rocco Papaleo - Del perduto amore

### Migliore musica
- Eugenio Bennato - La stanza dello scirocco
- Ivano Fossati - L'estate di Davide
- Franco Piersanti - Così ridevano
- Battista Lena - L'albero delle pere
- Pivio e Aldo De Scalzi - Elvjs e Merilijn

### Migliore fotografia
- Vittorio Storaro - Tango
- Giuseppe Lanci - I piccoli maestri
- Luca Bigazzi - Così ridevano
- Franco Di Giacomo - La cena
- Federico Masiero - I giardini dell'Eden

### Migliore scenografia
- Francesco Frigeri - La leggenda del pianista sull'oceano
- Beatrice Scarpato - Viol@
- Luciano Ricceri - La cena
- Marco Dentici - Elvjs e Merilijn
- Antonello Geleng - Il fantasma dell'Opera

### Migliori costumi
- Maurizio Millenotti - La leggenda del pianista sull'oceano
- Aldo Buti - La seconda moglie
- Lina Nerli Taviani - Tu ridi
- Gianna Gissi - Così ridevano
- Maurizio Millenotti - Il mio West

### Miglior montaggio
- Cecilia Zanuso - I giardini dell'Eden
- Ciprì e Maresco - Totò che visse due volte
- Roberto Perpignani e Giuseppe M. Gaudino - Giro di lune tra terra e mare
- Claudio Di Mauro - Ecco fatto
- Claudio Cormio e Luca Gasparini - Figli di Annibale

### Migliore canzone
- Ho perso le parole di Luciano Ligabue - Radiofreccia
- Mama maé dei Negrita - Così è la vita
- Figli di Annibale degli Almamegretta - Figli di Annibale

### Regista del miglior film straniero
- Steven Spielberg - Salvate il soldato Ryan (Saving Private Ryan)
- Emir Kusturica - Gatto nero, gatto bianco (Crna mačka, beli mačor)
- Joel ed Ethan Coen - Il grande Lebowski (The Big Lebowski)
- Walter Salles - Central do Brasil
- Peter Weir - The Truman Show

### Migliore doppiatrice
- Graziella Polesinanti - per la voce di Fernanda Montenegro in Central do Brasil

### Miglior doppiatore
- Roberto Pedicini - per le voci di Jim Carrey e Kenneth Branagh in The Truman Show e Celebrity

### Miglior cortometraggio
- Tanti auguri di Giulio Manfredonia

### Miglior produttore di cortometraggi
- NUCT – Nuova Università del Cinema e della TV

### Menzioni speciali ai cortometraggi
- Bagaglio a mano di Claudia Poggiani
- Incantesimo napoletano di Paolo Genovese e Luca Miniero

### Nastro d'argento speciale
- Ennio Morricone, per la ricerca musicale nel comporre una colonna sonora cinematografica ne La leggenda del pianista sull'oceano
- Enzo D'Alò - La gabbianella e il gatto

### Nastro d'argento europeo
- Radu Mihăileanu - Train de vie - Un treno per vivere (Train de vie)